# Raoul de Soissons
Raoul de Soissons, né vers 1210 et mort vers 1270, est un noble français, croisé et trouvère. Il est le deuxième fils de Raoul Ier de Soissons, comte de Soissons de la maison de Nesle, et devient seigneur de Cœuvres en 1232. Il prend part à trois croisades.

## Vie
Raoul est le fils de Raoul Ier de Soissons dit "le Bon", comte de Soissons, et de sa seconde femme Yolande (morte vers 1222). Il a deux sœurs aînées (nées d'un premier mariage) et un frère aîné, Jean II de Soissons, comte de Soissons, né vers 1205.
Le comte Raoul Ier nomme son fils vicomte de Cœuvres vers 1232 mais il semble qu'il n'ait jamais accordé une grande importance à ce titre. En 1233 il rencontre probablement Alix de Champagne, reine de Chypre, revenue pour défendre ses intérêts dans la guerre de succession de Champagne. Il fréquente aussi des trouvères comme Thibaut de Champagne et Gautier de Coinci.
En 1239, Raoul accompagne Thibaut dans la Croisade des barons. En compagnie du duc Pierre de Bretagne, il s'empare d'une caravane syrienne. Au cours d'un séjour chez des parents au royaume de Chypre, il rencontre et épouse Alix, reine-mère de Chypre et prétendante au trône de Jérusalem, en 1241. Il est fait régent de Jérusalem aux côtés de sa femme en 1243. Ulcéré par le refus de Philippe de Montfort de lui livrer la ville de Tyr, il quitte le royaume et sa femme pour la France en 1244.
Raoul épouse Contesse d'Hangest vers 1255, dont il a une fille. Il rejoint la septième croisade menée par Louis IX en 1248 puis la huitième croisade en 1270, et est mentionné pour la dernière fois en 1272.

## Chansons
Raoul a composé le jeu parti "Sir, loez moi a loisir" avec Thibaut de Champagne. Il lui dédia également son "Rois de Navare et sire de Vertu". Raoul est également mentionné dans trois envois de Thibaut. Raoul fut également juge d'un jeu parti entre Henri III de Brabant et Gillebert de Berneville.
Au total, sept chansons sont attribuées à Raoul dans différents chansonniers. Une seule, "E, cuens d'Anjou, on dit par félonie", dispose d'une attribution incontestée, et dédiée à Charles d'Anjou. Quatre autres sont attribuées à Thierri de Soissons, qui pourrait être la même personne que Raoul. Deux autres attributions sont considérées comme erronées aujourd'hui. La chanson "Chançon m'estuet et fere et comencier" a servi de modèle à deux chansons anonymes, "Par mainte fois m'ont mesdisant grevé" et "Chanter m'estuet de cele sans targier". Mais la pièce la plus populaire de Raoul est sans doute "Quant voi la glaie meure", qui a servi de modèle à cinq autres œuvres.

## Identification avec Thierri
Thierri de Soissons (fl. 1230 – 60) est inconnu sauf pour son activité poétique. Les quatre chansons attribuées à lui et à Raoul sont généralement attribuées à ce dernier par les chercheurs modernes. Il n'y a pas de Thierri enregistré dans la famille des comtes de Soissons. Les deux sont mentionnés ensemble dans un manuscrit, mais Thierri apparaît où le nom de Raoul aurait été attendu. L'absence de sources écrites solides rend difficile l'attribution des œuvres disputées à Thierri.